# Crouttes-sur-Marne
Pour la commune de l'Orne, voir Crouttes.
Crouttes-sur-Marne est une commune française située dans le département de l'Aisne en région Hauts-de-France.

## Géographie

### Situation
La commune est située sur le versant nord de la vallée de la Marne à la limite du département de l'Aisne avec la Seine-et-Marne.
Le village est à 4,5 km à l'ouest de Charly-sur-Marne.
|                                     | Bézu-le-Guéry          | Villiers-Saint-Denis |
| Nanteuil-sur-Marne (Seine-et-Marne) | Crouttes-sur-Marne     | Charly-sur-Marne     |
|                                     | Citry (Seine-et-Marne) |                      |

### Lieux-dits et écarts
Montmilon, Petit Porteron.

### Voies de communication et transports
La proximité de la gare de Nanteuil - Saâcy permet à une partie de la population d'aller travailler à Paris, ou en banlieue Est.

### Hydrographie
La commune est située dans le bassin Seine-Normandie. Elle est drainée par la Marne,.
La Marne  prend sa source sur le plateau de Langres, dans la commune de Saints-Geosmes (Haute-Marne) et se jette dans la Seine entre Charenton-le-Pont et Alfortville (Val-de-Marne) dans le quartier de Conflans-l'Archevêque.

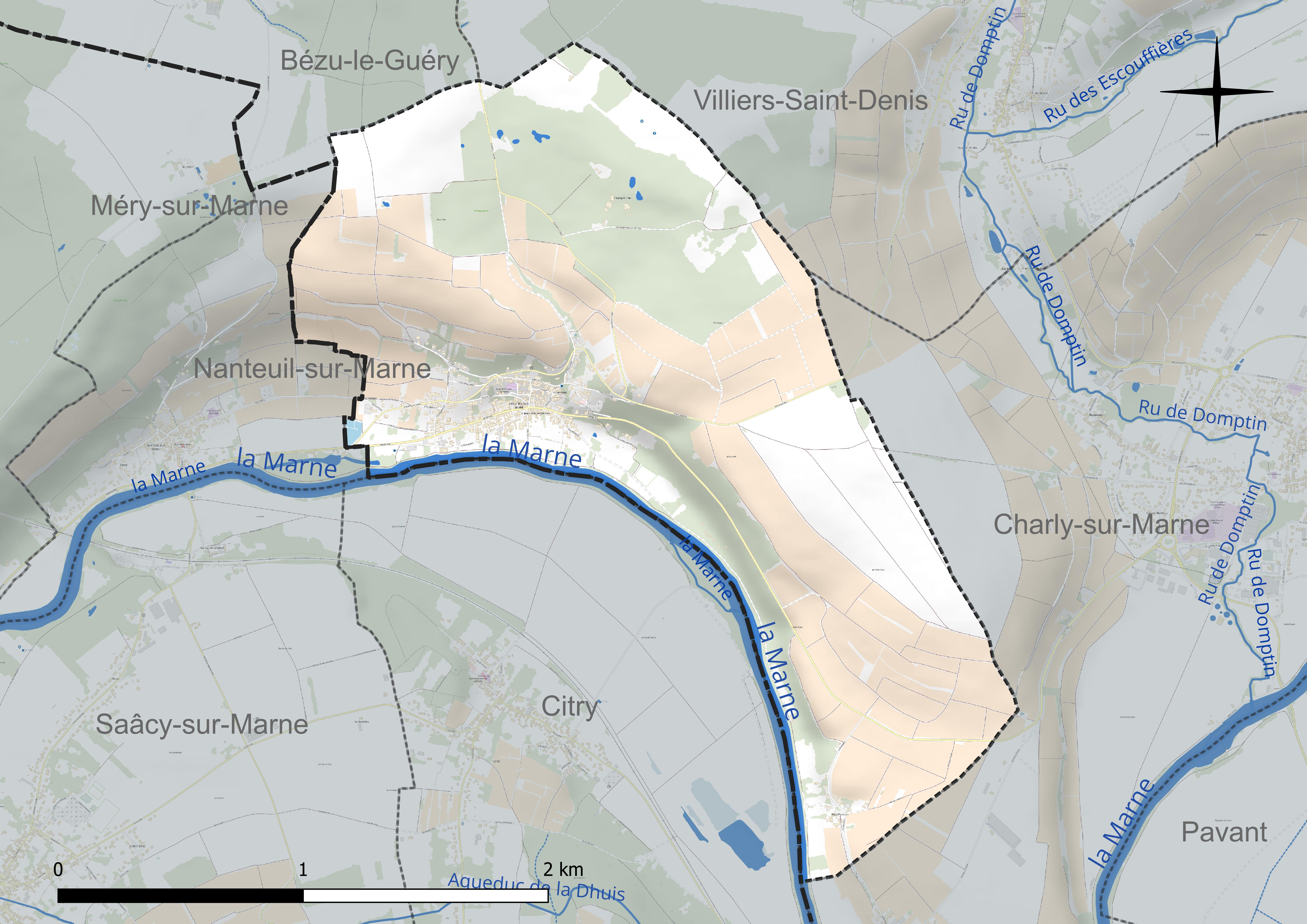
Réseau hydrographique de Crouttes-sur-Marne.

### Climat
Pour des articles plus généraux, voir Climat des Hauts-de-France et Climat de l'Aisne.
En 2010, le climat de la commune est de type climat océanique dégradé des plaines du Centre et du Nord, selon une étude du CNRS s'appuyant sur une série de données couvrant la période 1971-2000. En 2020, Météo-France publie une typologie des climats de la France métropolitaine dans laquelle la commune est exposée à un climat océanique altéré et est dans la région climatique Nord-est du bassin Parisien, caractérisée par un ensoleillement médiocre, une pluviométrie moyenne régulièrement répartie au cours de l'année et un hiver froid (3 °C).
Pour la période 1971-2000, la température annuelle moyenne est de 10,7 °C, avec une amplitude thermique annuelle de 15,4 °C. Le cumul annuel moyen de précipitations est de 743 mm, avec 12,3 jours de précipitations en janvier et 8 jours en juillet. Pour la période 1991-2020, la température moyenne annuelle observée sur la station météorologique la plus proche, située sur la commune de Saint-Cyr-sur-Morin à 9 km à vol d'oiseau, est de 11,2 °C et le cumul annuel moyen de précipitations est de 814,8 mm,. Pour l'avenir, les paramètres climatiques de la commune estimés pour 2050 selon différents scénarios d'émission de gaz à effet de serre sont consultables sur un site dédié publié par Météo-France en novembre 2022.

## Urbanisme

### Typologie
Au 1er janvier 2024, Crouttes-sur-Marne est catégorisée bourg rural, selon la nouvelle grille communale de densité à 7 niveaux définie par l'Insee en 2022.
Elle est située hors unité urbaine. Par ailleurs la commune fait partie de l'aire d'attraction de Paris, dont elle est une commune de la couronne,.

### Occupation des sols
L'occupation des sols de la commune, telle qu'elle ressort de la base de données européenne d'occupation biophysique des sols Corine Land Cover (CLC), est marquée par l'importance des territoires agricoles (62,5 % en 2018), une proportion identique à celle de 1990 (62,5 %). La répartition détaillée en 2018 est la suivante : 
cultures permanentes (43,8 %), forêts (26,1 %), terres arables (18,7 %), zones urbanisées (11,4 %).
L'évolution de l'occupation des sols de la commune et de ses infrastructures peut être observée sur les différentes représentations cartographiques du territoire : la carte de Cassini (XVIIIe siècle), la carte d'état-major (1820-1866) et les cartes ou photos aériennes de l'IGN pour la période actuelle (1950 à aujourd'hui).

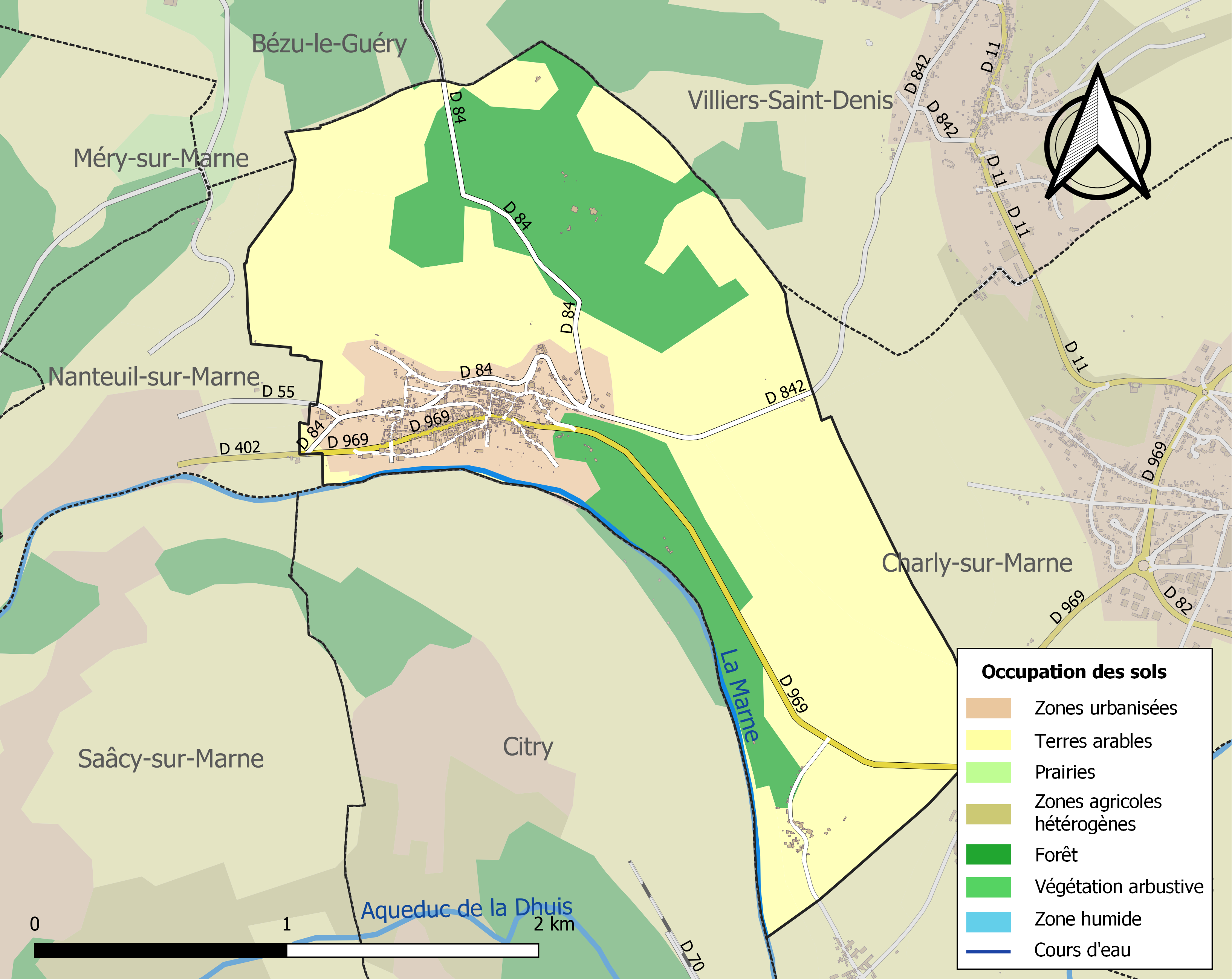
Carte des infrastructures et de l'occupation des sols de la commune en 2018 (CLC).

## Toponymie
Le nom de la localité est attesté sous les formes Cruttes (1208) ; Paroisse de Saint-Quiriace-de-Croutes (1699) ; Croutes (1709) ; Croustes (1710) ; Croutte (1711) ; Crouttes-sur-Marne (1739).

L'origine du nom de Crouttes est issue du picard creute qui signifie « grotte », car il existe d'anciennes grottes (cryptae),  anciennes galeries de carrières souterraines, aujourd'hui en partie obstruées.
La Marne est une rivière française située à l'est du bassin parisien. Elle est la plus grande rivière de France. C'est le principal affluent de la Seine.

## Politique et administration

### Découpage territorial
La commune de Crouttes-sur-Marne est membre de la communauté de communes du Canton de Charly-sur-Marne, un établissement public de coopération intercommunale (EPCI) à fiscalité propre créé le 29 décembre 1995 dont le siège est à Charly-sur-Marne. Ce dernier est par ailleurs membre d'autres groupements intercommunaux.
Sur le plan administratif, elle est rattachée à l'arrondissement de Château-Thierry, au département de l'Aisne et à la région Hauts-de-France. Sur le plan électoral, elle dépend du  canton d'Essômes-sur-Marne pour l'élection des conseillers départementaux, depuis le redécoupage cantonal de 2014 entré en vigueur en 2015, et de la cinquième circonscription de l'Aisne  pour les élections législatives, depuis le dernier découpage électoral de 2010.

### Administration municipale

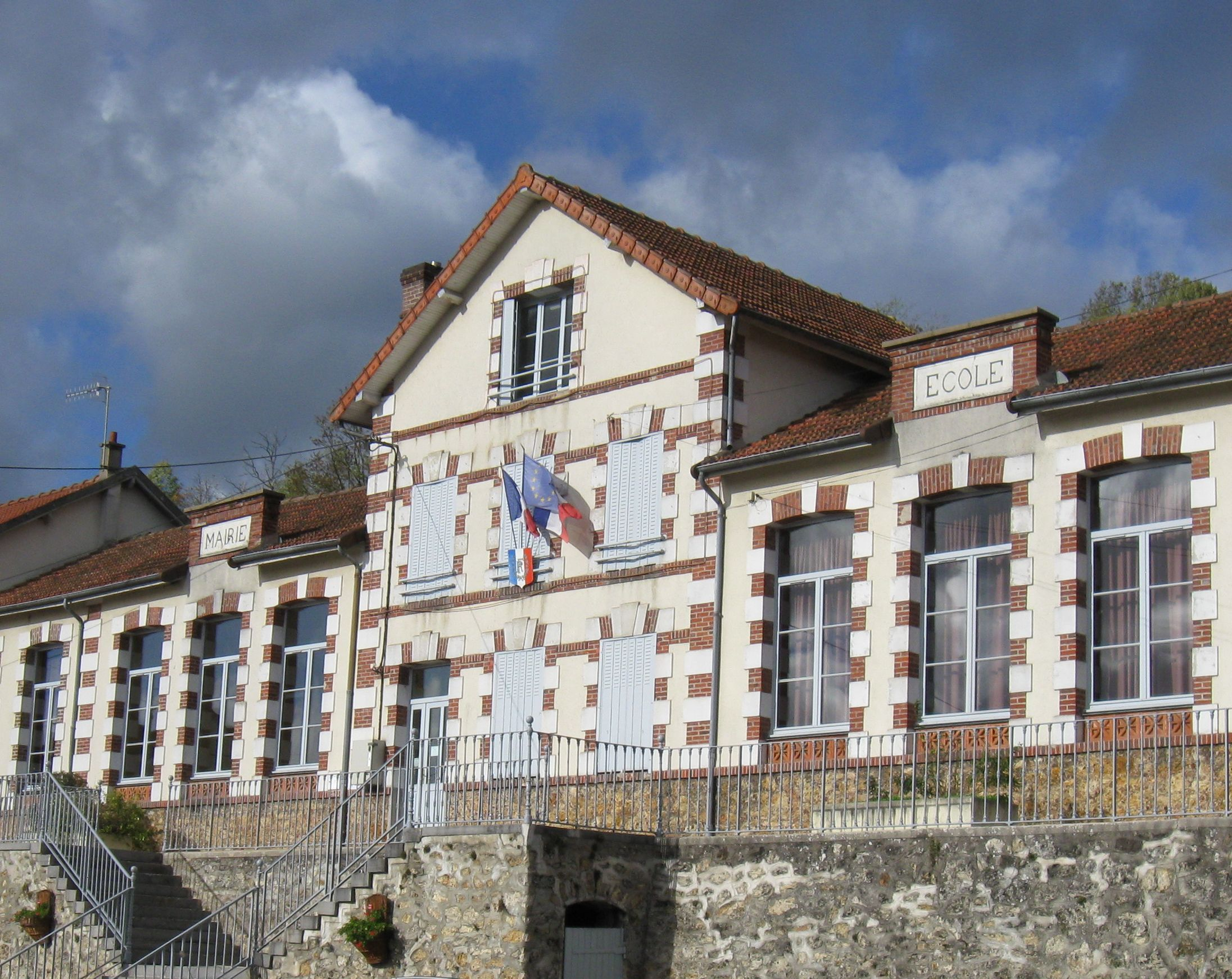
La mairie-école.

#### Liste des maires
| Période                                  | Période                       | Identité            | Étiquette | Qualité   |
| ---------------------------------------- | ----------------------------- | ------------------- | --------- | --------- |
| Les données manquantes sont à compléter. |                               |                     |           |           |
| Mars 1977                                | Mars 1989                     | Jean Claude LECOMTE | SE        | Retraité  |
| mars 1989                                | mars 2014                     | Louis Lienart       | SE        |           |
| mars 2014                                | mai 2020                      | Lucette Binczak     | SE        | Retraitée |
| mai 2020                                 | En cours (au 12 juillet 2020) | Hubert Adam         |           |           |

## Population et société

### Démographie
L'évolution du nombre d'habitants est connue à travers les recensements de la population effectués dans la commune depuis 1793. Pour les communes de moins de 10 000 habitants, une enquête de recensement portant sur toute la population est réalisée tous les cinq ans, les populations de référence des années intermédiaires étant quant à elles estimées par interpolation ou extrapolation. Pour la commune, le premier recensement exhaustif entrant dans le cadre du nouveau dispositif a été réalisé en 2007.

En 2022, la commune comptait 607 habitants, en évolution de −5,75 % par rapport à 2016 (Aisne : −1,97 %, France hors Mayotte : +2,11 %).
| 1793 | 1800 | 1806 | 1821 | 1831 | 1836 | 1841 | 1846 | 1851 |
| ---- | ---- | ---- | ---- | ---- | ---- | ---- | ---- | ---- |
| 386  | 529  | 558  | 556  | 594  | 572  | 569  | 591  | 595  |

| 1856 | 1861 | 1866 | 1872 | 1876 | 1881 | 1886 | 1891 | 1896 |
| ---- | ---- | ---- | ---- | ---- | ---- | ---- | ---- | ---- |
| 584  | 616  | 605  | 607  | 605  | 598  | 588  | 579  | 605  |

| 1901 | 1906 | 1911 | 1921 | 1926 | 1931 | 1936 | 1946 | 1954 |
| ---- | ---- | ---- | ---- | ---- | ---- | ---- | ---- | ---- |
| 634  | 632  | 596  | 603  | 600  | 592  | 594  | 513  | 506  |

| 1962 | 1968 | 1975 | 1982 | 1990 | 1999 | 2006 | 2007 | 2012 |
| ---- | ---- | ---- | ---- | ---- | ---- | ---- | ---- | ---- |
| 551  | 559  | 580  | 565  | 594  | 628  | 644  | 647  | 642  |

| 2017 | 2022 | - | - | - | - | - | - | - |
| ---- | ---- | - | - | - | - | - | - | - |
| 647  | 607  | - | - | - | - | - | - | - |

## Économie
L'activité principale est la viticulture qui possède l'appellation « champagne ».
Un seul commerce subsiste : un café « Le Champenois » qui fait également épicerie et rend de nombreux services (tels que le pressing, dépôt de pain, etc.).
Aucune industrie n'est présente.

## Culture locale et patrimoine

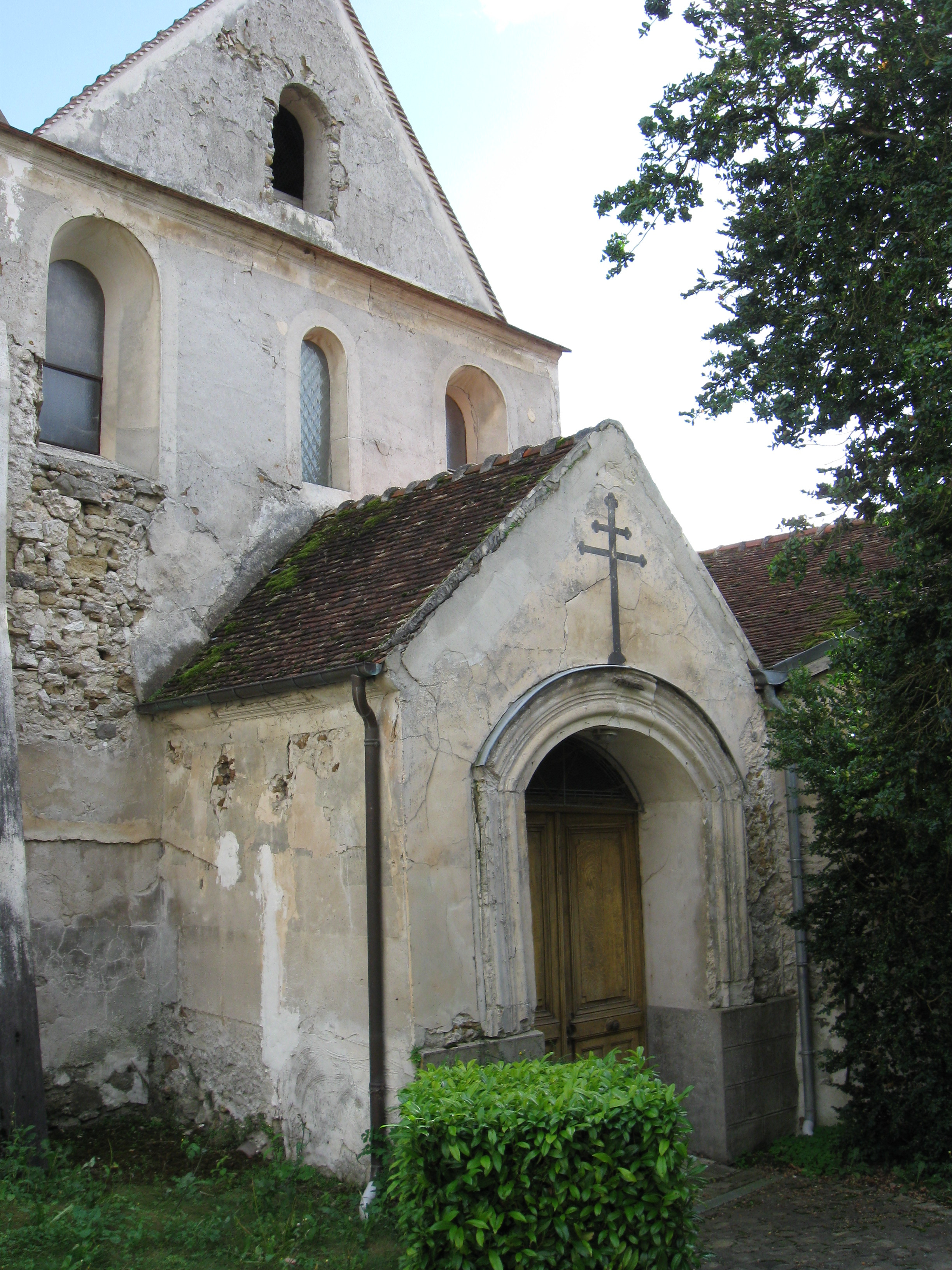
L'église Saint-Quiriace.

### Lieux et monuments
- L'église Saint-Quiriace, XIIe siècle, XVIIIe et XIXe siècles, inscrite au titre des monuments historiques[22].
- Le vignoble champenois que parcourt le sentier de grande randonnée GR 11A.

### Personnalités liées à la commune
- Les graveurs Amédée Varin (1818-1883) et Adolphe Varin (1821-1897).

### Héraldique
| Blason de Crouttes-sur-Marne | Blason  | Tiercé en fasce : au 1er d'or aux quatre alérions d'azur rangés en fasce, au 2e d'azur à la divise d'argent côtoyée de deux doubles burelles potencées et contre-potencées d'or, au 3e de gueules au silex taillé d'argent accosté de deux grappes de raisin d'or. |
| Blason de Crouttes-sur-Marne | Détails | Création de Jean-Paul de Gassowski adoptée par la municipalité. |

## Pour approfondir